# Jasidih
Jasidih é um cidade no distrito de Deoghar, no estado indiano de Jharkhand.

## Geografia
Jasidih está localizada a 24° 31′ N, 86° 39′ L. Tem uma altitude média de 260 metros (853 pés).

## Demografia
Segundo o censo de 2001, Jasidih tinha uma população de 14 129 habitantes. Os indivíduos do sexo masculino constituem 54% da população e os do sexo feminino 46%. Jasidih tem uma taxa de literacia de 65%, superior à média nacional de 59,5%: a literacia no sexo masculino é de 74% e no sexo feminino é de 54%. Em Jasidih, 14% da população está abaixo dos 6 anos de idade.